# Idehan Ubari

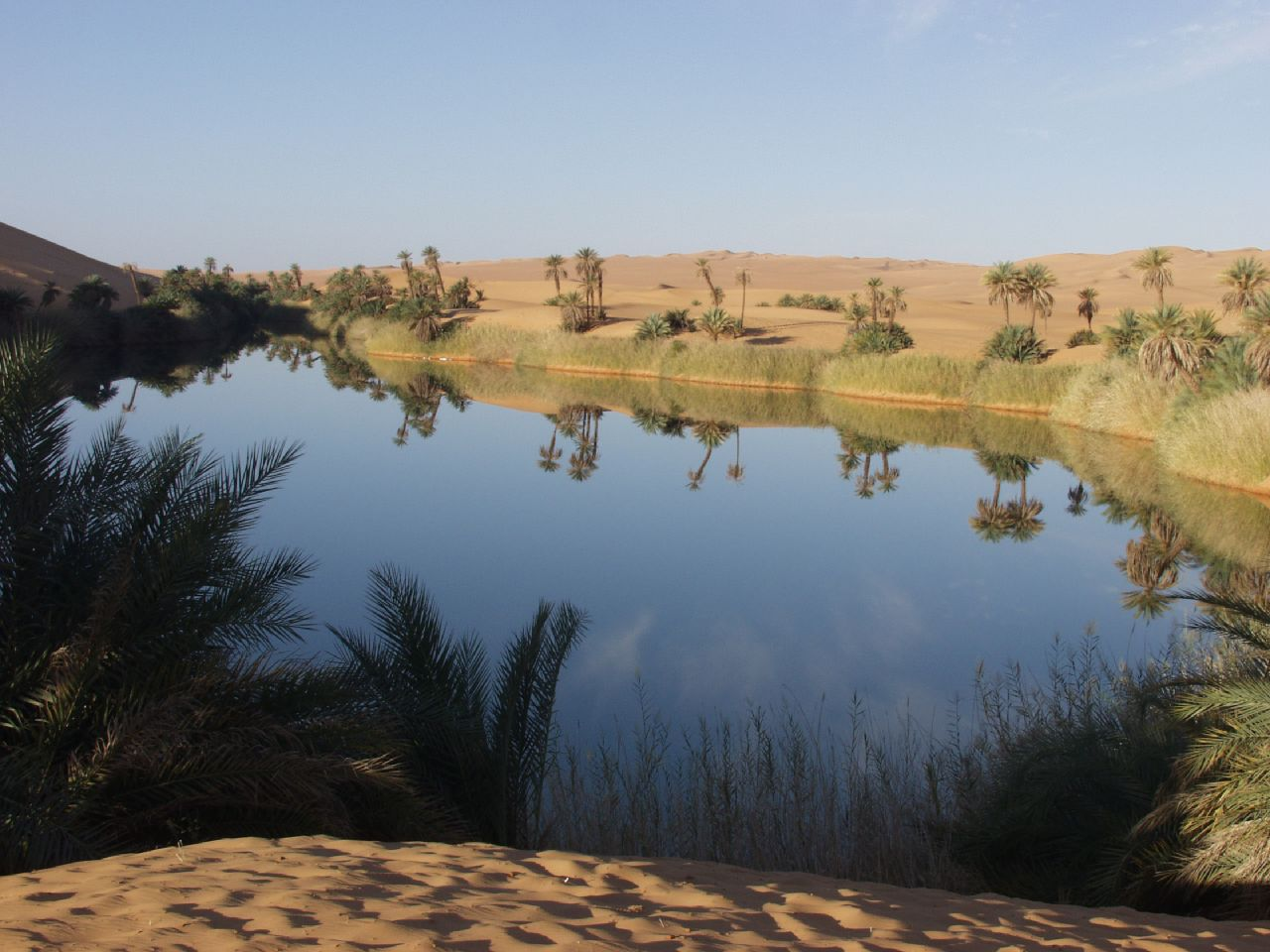
Los lagos de Mandara, sitos en el desierto de Ubari

El desierto de Ubari, Idehan Ubari, Idehan Awbari (idehan significa «arena fina» en tamasheq) o Mar de dunas de Ubari es un desierto de arena en el árido Fezán, región del suroeste de Libia, con una superficie aproximada de 58 000 km². Este desierto ha sido habitado tradicionalmente por tuareg.

## Geografía
Este desierto recibe su nombre de la ciudad de Ubari o Aubari, oasis cuya población es de lengua bereber y que es capital del Distrito de Wadi Al Hayaa. Es parte del desierto del Sahara, como el desierto de Marzuq situado más al sur.
Los lagos de Mandara se hallan en Gaberoun, un oasis en la zona oriental del desierto de Ubari.